# Ischiopsopha arouensis
Ischiopsopha arouensis är en skalbaggsart som beskrevs av Thomson 1857. Ischiopsopha arouensis ingår i släktet Ischiopsopha och familjen Cetoniidae. Inga underarter finns listade i Catalogue of Life.